# Chruścin (województwo wielkopolskie)
Chruścin – wieś w Polsce położona w województwie wielkopolskim, w powiecie kolskim, w gminie Dąbie.
W latach 1954–1957 wieś należała i była siedzibą władz gromady Chruścin, po jej zniesieniu w gromadzie Chełmno. 
W latach 1975–1998 miejscowość administracyjnie należała do województwa konińskiego.
Zobacz teżChruścin, Chruścinek